# Бесою, Йон
Йон Бесою (рум. Ion Besoiu; 11 марта 1931, Сибиу, Румыния — 18 января 2017, Бухарест) — румынский актёр театра и кино. Почётный гражданин города Сибиу (2001).

## Биография
Окончил Академию театра и музыки в Сибиу. Дебютировал в 1957 году. В течение 16 лет играл на сцене театра «Radu Stanca» в Сибиу, после чего переехал в Бухарест, где был актёром театра «Lucia Sturza Bulandra», в течение 12 лет руководил этим театром.
Самые известные роли — Клодка в «Испытании Хории» (1967), Серебряков в «Дяде Ване» Чехова (1983), Полоний в «Гамлете» Шекспира (1985), Оронт в «Мизантропе» Мольера (1989), Креонт в «Антигоне» Софокла (1993), Ферапонт в «Трёх сестрах» Чехова (1995), Сенека в «Калигуле» А. Камю (1996), Иван Матвеевич Мухояров в «Обломове» И. А. Гончарова (2003) и др.
Снялся в более чем 88 фильмах и телесериалах, как румынских, так и зарубежных.
Был четырежды женат.
Умер 18 января 2017 года. Похоронен на Кладбище Беллу в Бухаресте.

## Награды
- Кавалер ордена «За верную службу» (2001)[3]
- Почётный гражданин города Сибиу (2001)
- Премия за выдающиеся достижения в области румынской кинематографии (2002)
- Премия Гопо за достижения с искусстве (2011).

## Избранная фильмография
- 1991 — Подвиды / Subspecies —доктор
- 1989 — Мирча / Mircea
- 1986 — Мы на линии фронта / Noi, cei din linia întâi —полковник Кампиану
- 1985 — Серебряная маска / Masca de argint
- 1985 — Бирюзовое ожерелье / Colierul de turcoaze
- 1983 — Тележка с яблоками / Caruta cu mere
- 1983 — Новые приключения Жёлтой Розы / Misterele Bucurestilor —Георге Бибеску (озвучание — Владимир Татосов)
- 1982 — Любовь всего дороже / Mult mai de pret e iubirea
- 1982 — Дорогой страданий и гнева / Drumul oaselor —Домниторул Бибеску, князь
- 1981 — Дуэль / Duelul —Завояну, префект Бухареста (озвучание — Владимир Ивашов)
- 1981 — Капкан для наёмников / Capcană mercenarilor —Реш Лемени, капитан
- 1981 — Экипаж для Сингапура / Un echipaj pentru Singapore
- 1980 — На перекрёстке сильных штормов / La rascrucea marilor furtuni —Бибеску
- 1979 — Приключения рыжего Майкла / Mihail, cîine de circ
- 1979 — Воспоминания старого комода / Bietul Ioanide
- 1978 — Реванш / Revanșa —Штефан Завояну (озвучание — Владимир Заманский)
- 1977 — Выстрелы при лунном свете / Impuscaturi sub clar de luna
- 1976 — Поднять все паруса! / Toate pînzele sus! —Антон Лупан
- 1974 — Странный агент / Agentul straniu
- 1974 — Последний патрон / Ultimul cartuș —госсекретарь
- 1974 — Пэкалэ / Păcală —Пэкалэ, глава банды
- 1974 — Бессмертные / Nemuritorii —Костя (озвучание — Родион Нахапетов)
- 1974 — Актёр и дикари / Actorul si salbaticii
- 1973 — Кантемир
- 1973 — Комиссар полиции обвиняет / Un comisar acuză —Вишан Нэводеану, префект полиции Бухареста (озвучание — Владимир Ивашов)
- 1972 — Тогда я приговорил их всех к смерти / Atunci i-am condamnat pe toti la moarte —Ион, священник
- 1971 — Среди зелёных холмов / Printre colinele verzi
- 1970 — Михай Храбрый / Mihai Viteazul — Жигмонд Батори (дублирует Владимир Ивашов)
- 1970 — Замок обречённых / Castelul condamnatilor
- 1968 — Похищение девушек / Rapirea fecioarelor
- 1967 — Даки — генерал Северус
- 1965 — Род Шоймаров / Neamul Şoimăreştilor —Штефан Томша
- 1965 — Гайдуки / Haiducii —Амза, атаман гайдуков (озвучание — Алексей Сафонов)
- 1965 — Восстание / Răscoala —Григоре (дубляж — Эдуард Изотов)
- 1964 — Белый дом / Camera alba
- 1962 — Тудор / Tudor —Зойкан (дубляж — Владислав Ковальков)
- 1962 — Твоя вина / You Are Guilty Too
- 1960 — Фуртуна / Furtuna —Вику
- 1960 — Бурные годы / Setea
- 1957 — Орел 101 / Vultur 101